# Черенков, Лев Николаевич
Лев Никола́евич Черенко́в (3 июня 1936 ― 16 апреля 2016) — советский и российский этнограф, лингвист. Специалист в области цыгановедения. Кандидат исторических наук.
Старший научный сотрудник сектора живой традиционной культуры Российского научно-исследовательского института культурного и природного наследия имени Д. С. Лихачёва (с 1996).

## Биография
Родился 3 июня 1936 года в Сибири. С февраля 1937 года живёт в Москве.
В 1970 году окончил заочное отделение исторического факультета Московского государственного университета имени М. В. Ломоносова.
В 1964—1969 годах работал во Всесоюзной государственной библиотеке иностранной литературы.
В 1970—1994 годах — старший научный сотрудник Института научной информации по общественным наукам АН СССР (ИНИОН).
С 1996 года — старший научный сотрудник сектора живой традиционной культуры Российского научно-исследовательского института культурного и природного наследия имени Д. С. Лихачёва (Института Наследия). Представляет Институт Наследия на международных научных конференциях по различным аспектам цыгановедения.
Умер 16 апреля 2016 года. Похоронен на Ваганьковском кладбище. 

## Научная деятельность
В сферу научных интересов Черенкова входила традиционная культура (фольклор, язык, этнография, история) цыган России и СНГ. 
Владел многими цыганскими диалектами, а также английским, немецким, французским, венгерским, румынским, болгарским, польским и сербским языками.
Опубликовал также несколько работ по истории и этнографии малых тюркских народов (таврических ногайцев, литовских татар и др.). В 1978 году написал рецензию на работу Б. Я. Кокеная «Крымские караимы».

## Критика
По сведениям М. Куповецкого, Л. Черенков «регулярно „резал“ псевдонаучные опусы о тюркском происхождении караимов и отсутствии у них связей с иудаизмом».

## Участие в творческих и общественных организациях
- Член Русского географического общества (с 1979)
- Член правления Цыганского фонда в Цюрихе (Швейцария)
- Член Еврейской историко-этнографической комиссии (Москва)[5]

## Работы
Монографии
- Вентцель Т. В., Черенков Л. Н. Диалекты цыганского языка // Языки Азии и Африки. — Т. 1: Индоевропейские языки. — М.: Наука, 1978.
- Tcherenkov L. N., Laederich S. The Rroma. Otherwise known as Gypsies, Gitanos, Γυφτοι, Tsiganes, Ţigani, Çingene, Zigeuner, Bohèmiens, Travellers, Fahrende etc. Vol. 1: History, language and groups. Vol. 2: Traditions and texts. Basel: Schwabe Verlag, 2004.

Статьи
- Некоторые проблемы этнографического изучения цыган СССР // Малые и дисперсные этнические группы в Европейской части СССР / Под ред. И. И. Крупника. — М.: Наука, 1985.
- Цыганская литература // Краткая литературная энциклопедия. Т. 8. — 2-е изд. — М.: Советская Энциклопедия, 1978.
- Цыгане Центральной России: вчера и сегодня // Калужский край. Козельский район. Этнографические очерки / Под ред. Е. Д. Андреевой. — М.: Институт Наследия, 1999.
- Цыгане — диаспора? // Диаспоры. — Наталис, 2009. — № 1. — С. 239—256. — ISSN 1810-228X.
- Tcherenkov L. N. Brève esquisse sur les Tsiganes en URSS // Études Tsiganes, Paris, Année 15, 1969, No 3.

## Интервью
- Яковенко Игорь. Этническая карта России: Интервью с Сергеем Арутюновым и Львом Черенковым // Радио Свобода. — 2012. — 28 февраля.